# Льопарт, Мерседес
Мерсе́дес Льопа́рт (исп. Mercedes Llopart; 1895—1970) — испанская оперная певица (сопрано).

## Биография
Мерседес Льопарт училась в Барселоне, там же, в 1912 году, состоялся её дебют на оперной сцене театра «Лисео» в роли Джильды ("Риголетто"). Впоследствии она переехала в Италию, пела в провинциальных театрах, в 1920 году дебютировала в Римской опере, пела там до 1925 года. В 1926 году она выступала в Королевском театре в Лондоне, в 1929 году — в Оперном театре Монте-Карло.
В 1945 году Мерседес Льопарт оставила сцену и занялась педагогической деятельностью. Среди её учеников — Фьоренца Коссотто, Рената Скотто, Анна Моффо, Альфредо Краус, Елена Сулиотис.
Умерла Мерседес Льопарт в 1970 году в Милане.

## Оперные партии
- Флория То́ска («Тоска»)
- Эльза («Лоэнгрин»)
- Маршальша («Кавалер розы»)
- Джиневра («Ужин с шутками», La cena delle beffe)
- Алиса Форд («Фальстаф»)
- Розина («Свадьба Фигаро»)
- Зиглинда («Валькирия»)
- Джильда ("Риголетто")